# Římskokatolická farnost Těšetice u Znojma
Římskokatolická farnost Těšetice u Znojma je územní společenství římských katolíků s farním kostelem Nejsvětější Trojice v obci Těšetice v moravskokrumlovském děkanství.

## Historie farnosti
Na místě, kde dnes stojí farní kostel, stávala dříve nepatrná kaple. Ta byla v roce 1843 zbourána, a na jejím místě byl nákladem Moravského náboženského fondu vybudován v letech 1843–1848 nový kostel.  Místní fara byla zřízena v roce 1821. Protože nebyla používána a udržována, byla v roce 1956 zbourána.

## Duchovní správci
Od 1. července 2007 je administrátorem excurrendo R. D. Jindřich Čoupek z Přímětic. Jde o člena farního týmu FATYM. Od 23. prosince 2022 je administrátorem excurrendo farnosti P. Jan Sokulski, C.Ss.R. z Tasovic.

## Bohoslužby
| Kostel              | Místo    | Bohoslužba (den) | Hodina                        | Poznámka     |
| ------------------- | -------- | ---------------- | ----------------------------- | ------------ |
| Nejsvětější Trojice | Těšetice | neděle           | 11.00 (první neděli v měsíci) | farní kostel |

## Aktivity ve farnosti
Dnem vzájemných modliteb farností za bohoslovce a bohoslovců za farnosti brněnské diecéze je 15. říjen. Adorační den připadá na 10. března. Farnost se pravidelně zapojuje do projektu Noc kostelů.
Farní kostel, který prošel v roce 2011 důkladnou opravou, zvítězil v roce 2012 v hlasování soutěže "Nejlépe opravená památka Jihomoravského kraje".
Ve farnosti se pravidelně koná tříkrálová sbírka. V roce 2017 se při ní vybralo 17 455 korun.